# Bronisław Gancarz (weterynarz)
Bronisław Gancarz (ur. 29 października 1912 w Winnikach, zm. 17 maja 2002 we Wrocławiu) – polski profesor nauk weterynaryjnych.

## Życiorys
Po ukończeniu w 1934 służby wojskowej, gdzie osiągnął stopień podchorążego rezerwy rozpoczął studia w Akademii Medycyny Weterynaryjnej we Lwowie, w marcu 1939 uzyskał absolutorium. 30 sierpnia 1939 został zmobilizowany do wojska, dostał się do niewoli. Został uwięziony w Tarnopolu skąd 29 września zbiegł i przedostał się do Lwowa. Pomiędzy wrześniem 1942 a marcem 1943 pracował jako asystent naukowy w Państwowej Weterynaryjnej Pracowni Rozpoznawczej w Krakowie, a następnie powrócił do Lwowa, gdzie  był zatrudniony na stanowisku asystenta naukowego w Katedrze Chorób Wewnętrznych Lekarsko-Weterynaryjnych Kursów Zawodowych. Po wkroczeniu Armii Czerwonej i reaktywowaniu działalności Akademii Medycyny Weterynaryjnej jako Instytutu Weterynarii został tam zatrudniony jako asystent w Katedrze Chorób Wewnętrznych, równocześnie pracował jako asystent w kierowanej przez prof. Wacława Moraczewskiego Katedrze Biochemii. W 1946 został wysiedlony ze Lwowa i zamieszkał we Wrocławiu i rozpoczął pracę jako starszy asystent w Katedrze Chorób Wewnętrznych Wydziału Medycyny Weterynaryjnej Uniwersytetu i Politechniki we Wrocławiu, rok później objął etat adiunkta. Równocześnie od 1947 prowadził wykłady z biologii na kursie wstępnym na Politechnikę, w 1949 obronił pracę doktorską. W 1951 zmarł prof. Zygmunt Markowski, wówczas Bronisław Gancarz został mianowany zastępcą profesora, a rok później kierownikiem Katedry Chorób Wewnętrznych. W 1953 został wybrany na prodziekana i pełnił tę funkcję przez trzy lata, w międzyczasie odbył dwa staże w Budapeszcie. W 1954 uzyskał nominację na docenta, a w 1960 na profesora nadzwyczajnego. W 1958 odbył ośmiomiesięczny staż w Klinice Chorób Wewnętrznych Tierärztliche Hochschule w Wiedniu. W 1962 został dziekanem Wydziału Medycyny Weterynaryjnej i pełnił tę funkcję przez dwa lata, w 1983 przeszedł na emeryturę.

## Dorobek naukowy
Dorobek naukowy Bronisława Gancarza obejmuje 87 pozycji, które były publikowane, należą do nich m.in. podręczniki akademickie:
- Choroby układu trawiennego i przemiany materii zwierząt,
- Choroby układu moczowego zwierząt,
- Choroby układu oddechowego i krążenia,
- Choroby układu nerwowego zwierząt.

Głównym przedmiotem badań naukowych były schorzenia morzyskowe koni i choroby przemiany materii u bydła.

## Odznaczenia
- Srebrny Krzyż Zasługi,
- Krzyż Kawalerski Orderu Odrodzenia Polski,
- Odznaka 1000-lecia Państwa Polskiego,
- Medal 10-lecia Polski Ludowej,
- Odznaka 15-lecia Wyzwolenia Dolnego Śląska,
- Medal Zasłużony Nauczyciel PRL,
- Medal Zasłużony dla Wydziału Medycyny Weterynaryjnej.